# Pèrtinax
Publi Helvi Pèrtinax (1 d'agost de l'any 126 - 28 de març de l'any 193) va ser proclamat emperador el matí següent a la mort de Còmmode, el 31 de desembre de l'any 192.
La seva carrera abans de la seva proclamació ens és coneguda gràcies al llibre Historia Augusta i ha sigut confirmada gràcies a l'existència d'inscripcions. Nascut a Alba, era fill del llibert Helvi Succés. En un principi, Pèrtinax inicià la seva carrera com a gramàtic, però decidí buscar una feina més profitosa i, amb l'ajuda del seu patrocini, se li encarregà, com a oficial, una cohort. En la guerra contra els parts es va distingir pels seus serveis, cosa que va fer que la seva fos una carrera meteòrica i, després d'haver anat diverses vegades destinat a Britànnia (com a tribú militar de la Legio VI Victrix) i per tot el Danubi, va ser designat procurador de la Dàcia. Va tenir un contratemps quan va ser víctima de certes intrigues de palau durant el regnat de Marc Aureli, però aviat el van destinar a ajudar a Tiberi Claudi Pompeià durant les Guerres Germàniques. L'any 175 va rebre l'honor d'un consolat i, fins a l'any 185, Pèrtinax va exercir de governador de les províncies de la Mèsia Superior i Inferior, Dàcia, Síria i Britànnia.
Durant aquest temps, Pèrtinax va exercir un paper important al Senat romà fins que el prefecte pretorià Tigidi Perennis el va obligar a abandonar la vida pública. Després d'això, es van tornar a demanar els seus serveis a Britànnia, perquè l'exèrcit s'hi havia amotinat. Va intentar apaivagar el motí però una legió amotinada va atacar la seva guàrdia personal, cosa que els va fer creure que Pèrtinax havia mort amb ells. Quan es va recuperar de les ferides, va castigar durament les legions amotinades, i això va fer augmentar la seva reputació. Quan es va veure obligat a renunciar del càrrec, la raó que es va donar era que les legions s'estaven tornant hostils a l'autoritat imperial a causa de la seva severa disciplina.
Després, va servir com a procònsol d'Àfrica des de l'any 188 al 189, i més tard va exercir la prefectura de Roma i va ser elegit per un segon consolat amb el càrrec d'ordinarius, on va tenir l'emperador com a company. Ell es trobava precisament servint com a prefecte urbà quan Còmmode va morir assassinat l'Any dels cinc emperadors.
El curt regnat de Pèrtinax (86 dies) va ser insegur per a Roma. Va intentar imitar les pràctiques de Marc Aureli i buscar la reforma de les alimenta però es va trobar amb l'antagonisme de molts sectors de l'exèrcit. Els escriptors antics ens expliquen com la Guàrdia Pretoriana esperava una generosa recompensa per part de Pèrtinax per haver-lo ascendit, i quan es van endur una decepció, es van mostrar inquiets fins que Pèrtinax els va distribuir els diners que va obtenir venent-se les propietats de Còmmode, fins i tot les concubines i els joves que Còmmode feia servir per als seus plaers sexuals. Va aconseguir evitar i acabar amb una conspiració que el volia canviar per un tal Falcus, però una altra conspiració per part de membres de la Guàrdia Pretoriana va dur a terme el seu assassinat. Pèrtinax era conscient dels perills que acompanyaven el fet de dur la porpra en la Roma d'aquella època, per això va refusar d'atorgar títols imperials a la seva dona i al seu fill, protegint-los amb aquest fet del que els pogués passar després de la seva mort.

## Assassinat i pòstum
L'any 28 de març de l'any 193, un grup de guàrdies insatisfets perquè només havien rebut la meitat de la seva recompensa va entrar a les estances de Pèrtinax i el va matar. Després d'això, el senador Didi Julià es va autoproclamar emperador, i això va desencadenar una breu guerra civil per la successió, qua va guanyar aquell mateix any Septimi Sever. Tal va ser el final de Pèrtinax quan tenia 67 anys, després d'un regnat de dos mesos i vint-i-set dies. Era un home d'aspecte venerable, amb barba llarga i cabells arrissats, de figura imponent, una mica corpulent i amb problemes de coixesa.
Quan Septimi Sever va entrar a Roma, va reconèixer a Pèrtinax com a legítim emperador, va executar els soldats que l'havien mort, i no només va pressionar el Senat romà perquè li fessin un funeral d'estat, sinó que durant els anys posteriors a la seva mort, Septimi Sever va celebrar jocs en honor seu per l'aniversari de la seva coronació.